# Danmarks Bløderforening
Danmarks Bløderforening er stiftet i 1970 for at skabe et netværk, hvor danske blødere og deres familie har mulighed for at komme i kontakt med hinanden; og med læger med særlige erfaring inden for blødersygdomme. Foreningen har pr. 2014 ca. 680 medlemmer.
Foreningen varetager bløderes interesser, udbyder aktiviteter og står løbende bag undersøgelser og projekter, der afdækker livsvilkårene for blødere og der åbner nye veje for disse.
Danmarks Bløderforening samarbejder derudover med andre organisationer nationalt og internationalt, og har bl.a. deltaget i flere udviklingsprojekter, særligt i Indien, ligesom foreningen er aktiv i paraplyorganisationen Sjældne Diagnoser.
Terkel Andersen var fra 1985 til 2017 foreningens formand. Han blev landskendt under blødersagen og retssagerne i 1980'erne og 1990'erne. I 2017 overtog Jacob Bech Andersen posten indtil 2025. I dag varetages formandsposten af Christian Krog Madsen, mens Daniel Straagaard Jensen er næstformand. Karen Binger Holm er sekretariatsleder. 

## Sygdomme, som foreningen omfatter
Foreningens fokusområde har traditionelt været hæmofili, von Willebrands sygdom og andre sjældne blødersygdomme. Gennem de senere år har foreningen desuden fået mange medlemmer med Immun Trombocytopeni (ITP)

### Hæmofili
Hæmofili skyldes mangel på en af de faktorer i blodet, der får blodet til at størkne. Uden dem størkner blodet ikke på normal vis, og blødninger i led, muskler og indre blødninger kan blive store og langvarige, hvis der ikke gives medicinsk behandling med den manglende faktor. Blødninger kan forekomme spontant eller ved mindre skader. De mest almindelige former for hæmofili kaldes hæmofili A og hæmofili B. De rammer næsten udelukkende mænd. Hæmofili er medfødt og arvelig, og der er findes ca. 475 med hæmofili i Danmark.

### Von Willebrands sygdom
Von Willebrands sygdom skyldes for lidt eller mangler en størkningsfaktor, von Willebrand-faktor. Både mænd og kvinder kan have sygdommen, som medfører øget blødningstendens. Blødninger kan behandles medicinsk. Sygdommen er medfødt og arvelig, og der er diagnosticeret godt 400 med von Willebrand i Danmark.

### ITP ( Immun Trombocytopeni)
Blodsygdommen ITP medfører, at antallet af blodplader i blodet falder, så der kan opstå risiko for blødninger. Sygdommen skyldes, at kroppen danner antistoffer imod blodpladerne, så de bliver nedbrudt for hurtigt. Tilstanden medfører især blødninger i huden, men også i slimhinder, muskler og indre organer. Medicinsk behandling kan nedsætte dannelsen af antistoffer. ITP kan ramme begge køn og både børn og voksne. Sygdommen kan optræde forbigående eller blive kronisk. Der findes ikke en samlet opgørelse over antallet af personer med ITP.